# The Amazons
The Amazons sind eine englische Rockband aus Reading. Ihr nach der Band benanntes Debütalbum brachte ihnen 2017 den Durchbruch in ihrer Heimat.

## Bandgeschichte
Sänger Matt Thomson, Gitarrist Chris Alderton und Bassist Elliot Briggs waren schon länger gemeinsam unterwegs, bevor sie 2014 in ihrer Heimatstadt zusammen mit dem Schlagzeuger Joe Emmet die Band The Amazons gründeten. Zuerst bauten sie sich eine lokale Gefolgschaft auf und verteilten Werbe-CDs im Supermarkt. Sie machten sich schnell einen Namen und für ihre erste EP konnten sie mit Catherine Marks eine renommierte Produzentin gewinnen, die schon mit Wolf Alice und den White Lies gearbeitet hatte. Don’t You Wanna mit vier Songs erschien 2015. Außerdem gingen sie als Vorband der Kooks auf Europatour.
Es folgten Singleveröffentlichungen in Vorbereitung auf das erste Album, die ihre Popularität weiter steigerten und dazu führten, dass ihnen zu Beginn des Jahres in den einschlägigen Prognosen wie Brand New for 2017 vom Musiksender MTV und Sound of 2017 von der BBC der Durchbruch vorhergesagt wurde. Das Album mit dem Bandnamen The Amazons als Titel erschien im Mai 2017 und brachte sie auf Anhieb in die Top 10 der britischen Charts. Tatsächlich konnten sie sich mit diesem Erfolg etablieren und auch das zweite Album Future Dust kam zwei Jahre später wieder in die Top 10.

## Diskografie
Alben
- Don’t You Wanna (EP, 2015)
- The Amazons (2017)
- Come the Fire, Come the Evening (Livealbum, 2018)
- Future Dust (2019)
- How Will I Know If Heaven Will Find Me? (2022)
- 21st Century Fiction (2025)

Lieder
- Stay with Me (2016)
- Nightdriving (2016)
- In My Mind (2016)
- Little Something (2016)
- Black Magic (2017)
- Junk Food Forever (2017)
- Ultraviolet (2017)
- Palace (2017)
- Mother (2019)
- Doubt It (2019)